# 1. Bundesliga 1980-81
La Fußball-Bundesliga 1980/81 fue la 18.ª temporada de la Bundesliga, liga de fútbol de primer nivel de Alemania Federal. Comenzó el 15 de agosto de 1980 y finalizó el 13 de junio de 1981.

## Equipos participantes
| Equipo                   | Ciudad             | Estadio                          | Capacidad |
| ------------------------ | ------------------ | -------------------------------- | --------- |
| TSV 1860 Múnich          | Múnich             | Stadion an der Grünwalder Straße | 31.509    |
| Arminia Bielefeld        | Bielefeld          | Stadion Alm                      | 35.000    |
| Bayer Leverkusen         | Leverkusen         | Ulrich-Haberland-Stadion         | 20.000    |
| Bayern de Múnich         | Múnich             | Olympiastadion Múnich            | 80.000    |
| VfL Bochum               | Bochum             | Ruhrstadion                      | 40.000    |
| Borussia Dortmund        | Dortmund           | Westfalenstadion                 | 54.000    |
| Borussia Mönchengladbach | Mönchengladbach    | Bökelbergstadion                 | 34.500    |
| FC Colonia               | Colonia            | Müngersdorf Stadion              | 61.000    |
| MSV Duisburgo            | Duisburgo          | Wedaustadion                     | 38.500    |
| Eintracht Frankfurt      | Frankfurt del Main | Waldstadion                      | 62.000    |
| Fortuna Düsseldorf       | Düsseldorf         | Rheinstadion                     | 59.600    |
| Hamburgo SV              | Hamburgo           | Volksparkstadion                 | 80.000    |
| 1. FC Kaiserslautern     | Kaiserslautern     | Stadion Betzenberg               | 42.000    |
| Karlsruher SC            | Karlsruhe          | Wildparkstadion                  | 50.000    |
| 1. FC Núremberg          | Núremberg          | Städtisches Stadion              | 64.238    |
| FC Schalke 04            | Gelsenkirchen      | Parkstadion                      | 70.000    |
| VfB Stuttgart            | Stuttgart          | Neckarstadion                    | 72.000    |
| SC Bayer 05 Uerdingen    | Krefeld            | Grotenburg-Kampfbahn             | 28.000    |

### Relevos
| Pos  | Descendidos de 1. Bundesliga |
| ---- | ---------------------------- |
| 16.º | Hertha Berlín                |
| 17.º | Werder Bremen                |
| 18.º | Eintracht Braunschweig       |

| Pos       | Ascendidos de 2. Bundesliga |
| --------- | --------------------------- |
| 1.º Norte | Arminia Bielefeld           |
| 1.º Sur   | 1. FC Núremberg             |
| 2.º Norte | Karlsruher SC               |

## Clasificación
| Pos. | Equipo                   | Pts. | PJ | G  | E  | P  | GF | GC | Dif. | Clasificación                                |
| ---- | ------------------------ | ---- | -- | -- | -- | -- | -- | -- | ---- | -------------------------------------------- |
| 1    | Bayern de Múnich (C)     | 53   | 34 | 22 | 9  | 3  | 83 | 41 | +42  | Clasificado a la Copa de Campeones de Europa |
| 2    | Hamburgo SV              | 49   | 34 | 21 | 7  | 6  | 73 | 43 | +30  | Clasificado a la Copa de la UEFA             |
| 3    | VfB Stuttgart            | 46   | 34 | 19 | 8  | 7  | 70 | 44 | +26  | Clasificado a la Copa de la UEFA             |
| 4    | 1. FC Kaiserslautern     | 44   | 34 | 17 | 10 | 7  | 60 | 37 | +23  | Clasificado a la Copa de la UEFA             |
| 5    | Eintracht Frankfurt      | 38   | 34 | 13 | 12 | 9  | 61 | 57 | +4   | Clasificado a la Recopa de Europa            |
| 6    | Borussia Mönchengladbach | 37   | 34 | 15 | 7  | 12 | 68 | 64 | +4   | Clasificado a la Copa de la UEFA             |
| 7    | Borussia Dortmund        | 35   | 34 | 13 | 9  | 12 | 69 | 59 | +10  |                                              |
| 8    | FC Colonia               | 34   | 34 | 12 | 10 | 12 | 54 | 55 | −1   |                                              |
| 9    | VfL Bochum               | 33   | 34 | 9  | 15 | 10 | 53 | 45 | +8   |                                              |
| 10   | Karlsruher SC            | 32   | 34 | 9  | 14 | 11 | 56 | 63 | −7   |                                              |
| 11   | Bayer Leverkusen         | 30   | 34 | 10 | 10 | 14 | 52 | 53 | −1   |                                              |
| 12   | MSV Duisburgo            | 29   | 34 | 10 | 9  | 15 | 45 | 58 | −13  |                                              |
| 13   | Fortuna Düsseldorf       | 28   | 34 | 10 | 8  | 16 | 57 | 64 | −7   |                                              |
| 14   | 1. FC Núremberg          | 28   | 34 | 11 | 6  | 17 | 47 | 57 | −10  |                                              |
| 15   | Arminia Bielefeld        | 26   | 34 | 10 | 6  | 18 | 46 | 65 | −19  |                                              |
| 16   | TSV 1860 Múnich (D)      | 25   | 34 | 9  | 7  | 18 | 49 | 67 | −18  | Descenso a la 2. Bundesliga                  |
| 17   | FC Schalke 04 (D)        | 23   | 34 | 8  | 7  | 19 | 43 | 88 | −45  | Descenso a la 2. Bundesliga                  |
| 18   | KFC Uerdingen 05 (D)     | 22   | 34 | 8  | 6  | 20 | 47 | 79 | −32  | Descenso a la 2. Bundesliga                  |

 Fuente: BDFutbol
| Bandera de Alemania             |
| Campeón Bayern Múnich 7° título |

## Resultados
| Local \ Visitante        | MUN | ARM | BAL | BAY | BOC | BOD | BOM | COL | DUI | EFR | FOR | HAM | KAI | KAR | NUR | SCH | STU | UER |
| ------------------------ | --- | --- | --- | --- | --- | --- | --- | --- | --- | --- | --- | --- | --- | --- | --- | --- | --- | --- |
| TSV 1860 Múnich          | —   | 2–1 | 1–0 | 1–3 | 2–2 | 0–1 | 0–0 | 2–1 | 1–3 | 0–2 | 4–3 | 0–0 | 1–1 | 4–2 | 2–4 | 3–1 | 0–0 | 4–0 |
| Arminia Bielefeld        | 3–2 | —   | 1–1 | 1–2 | 3–3 | 1–0 | 2–3 | 2–5 | 2–1 | 1–1 | 3–0 | 0–2 | 0–1 | 4–1 | 0–2 | 1–0 | 1–0 | 3–1 |
| Bayer Leverkusen         | 1–1 | 2–0 | —   | 3–0 | 2–0 | 4–1 | 1–5 | 1–1 | 1–1 | 3–2 | 2–0 | 1–2 | 0–1 | 3–0 | 1–1 | 4–0 | 1–1 | 4–1 |
| Bayern de Múnich         | 1–1 | 5–1 | 3–0 | —   | 3–1 | 5–3 | 4–0 | 1–1 | 5–1 | 7–2 | 3–2 | 2–1 | 3–0 | 1–1 | 4–2 | 5–1 | 1–1 | 4–0 |
| VfL Bochum               | 4–1 | 0–2 | 1–1 | 1–3 | —   | 0–2 | 1–1 | 1–1 | 1–1 | 2–0 | 2–1 | 0–3 | 0–0 | 0–0 | 4–0 | 5–1 | 1–1 | 2–2 |
| Borussia Dortmund        | 4–1 | 5–0 | 5–3 | 2–2 | 1–3 | —   | 0–3 | 2–2 | 5–1 | 2–1 | 2–1 | 6–2 | 2–2 | 3–3 | 1–0 | 2–2 | 3–3 | 2–1 |
| Borussia Mönchengladbach | 3–2 | 4–2 | 1–0 | 1–4 | 2–1 | 1–0 | —   | 2–0 | 4–1 | 2–2 | 2–2 | 2–2 | 1–0 | 3–3 | 1–4 | 3–1 | 1–3 | 7–1 |
| FC Colonia               | 4–1 | 1–0 | 1–1 | 0–3 | 2–2 | 2–1 | 2–3 | —   | 1–0 | 5–0 | 1–2 | 0–3 | 2–2 | 4–0 | 2–2 | 0–2 | 3–1 | 3–0 |
| MSV Duisburgo            | 1–0 | 1–1 | 2–4 | 0–1 | 0–3 | 2–1 | 4–0 | 3–4 | —   | 0–0 | 2–1 | 2–0 | 1–1 | 2–2 | 2–0 | 5–1 | 0–3 | 3–2 |
| Eintracht Frankfurt      | 2–1 | 2–0 | 2–0 | 0–0 | 2–2 | 0–4 | 2–1 | 4–0 | 2–1 | —   | 2–2 | 1–1 | 3–2 | 3–3 | 3–0 | 5–0 | 2–1 | 2–2 |
| Fortuna Düsseldorf       | 2–1 | 3–1 | 4–3 | 3–0 | 1–1 | 2–2 | 2–1 | 0–0 | 0–1 | 2–2 | —   | 2–3 | 0–2 | 1–2 | 2–2 | 3–3 | 3–1 | 4–2 |
| Hamburgo SV              | 4–1 | 4–1 | 2–0 | 2–2 | 2–1 | 2–1 | 2–1 | 2–0 | 0–0 | 3–1 | 2–1 | —   | 3–2 | 3–1 | 1–0 | 7–1 | 1–3 | 2–1 |
| 1. FC Kaiserslautern     | 3–2 | 1–3 | 3–1 | 4–2 | 0–0 | 1–1 | 3–2 | 5–1 | 1–1 | 2–0 | 3–0 | 2–2 | —   | 1–0 | 3–1 | 2–0 | 1–0 | 4–2 |
| Karlsruher SC            | 7–2 | 2–1 | 1–1 | 0–3 | 0–0 | 1–1 | 3–4 | 1–1 | 2–0 | 1–1 | 3–0 | 1–1 | 1–1 | —   | 4–1 | 3–2 | 0–0 | 3–1 |
| 1. FC Núremberg          | 1–2 | 2–0 | 1–1 | 0–1 | 0–2 | 2–0 | 2–0 | 2–1 | 1–0 | 1–4 | 2–1 | 2–3 | 0–4 | 5–0 | —   | 2–0 | 1–2 | 0–0 |
| FC Schalke 04            | 1–0 | 2–2 | 3–1 | 2–2 | 0–6 | 1–2 | 2–2 | 1–2 | 2–2 | 1–4 | 0–4 | 2–1 | 0–2 | 1–0 | 1–1 | —   | 3–2 | 3–1 |
| VfB Stuttgart            | 2–1 | 2–1 | 2–1 | 1–2 | 4–1 | 3–1 | 4–2 | 3–0 | 2–0 | 1–1 | 4–2 | 3–2 | 1–0 | 5–2 | 2–1 | 3–0 | —   | 3–2 |
| KFC Uerdingen 05         | 0–3 | 2–2 | 3–0 | 2–2 | 1–0 | 2–1 | 2–0 | 0–1 | 4–1 | 4–1 | 0–1 | 0–3 | 1–0 | 0–3 | 3–2 | 1–3 | 3–3 | —   |

## Goleadores
29 goles
- Karl-Heinz Rummenigge (FC Bayern Múnich)

27 goles
- Manfred Burgsmüller (Borussia Dortmund)

19 goles
- Klaus Allofs (Fortuna Düsseldorf)

17 goles
- Paul Breitner (FC Bayern Múnich)
- Horst Hrubesch (Hamburgo SV)
- Dieter Müller (FC Colonia)
- Kurt Pinkall (VfL Bochum)

16 goles
- Wilfried Hannes (Borussia Mönchengladbach)
- Arne Larsen Økland (Bayer 04 Leverkusen)
- Gerd-Volker Schock (Arminia Bielefeld)